# 贡山小檗
贡山小檗（学名：Berberis coryi）为小檗科小檗属下的一个种。

## 扩展阅读
- 維基物種上的相關：贡山小檗